# Lestophonax
Lestophonax is een vliegengeslacht uit de familie van de roofvliegen (Asilidae).

## Soorten
- L. mallophoroides Hull, 1962